# نيلة سفيد (مقاطعة دورود)
نيلة سفيد (بالفارسية: نیله سفید) هي قرية تقع في قسم تشالانتشولان الريفي (مقاطعة دورود) في إيران. يقدر عدد سكانها بـ 211 نسمة بحسب إحصاء 2016.